# Каневський Кім Борисович
Каневський Кім Борисович (5 грудня 1946, Одеса) — заслужений журналіст України, поет, художник, драматург, автор-виконавець пісень, телеведучий, педагог, громадський діяч. Автор книг: «Вірші на пам'ять», «Відкритий збірник творів», «І Молдованка, і Пересип». Автор проєкту «ГОПАК», тележурналу «У ракурсі часу» та телепередачі про роботу правоохоронних органів «Справа була в Одесі». 2019 року відродив Літературно-науковий вістник ім. Грушевського, де є головним редактором(№ОД 1997—867Р).

## Життєпис
Народився 5 грудня 1946 року в Одесі, в родині офіцера-фронтовика. Батько був звільнений з армії в березні 1946 року після лікування від наслідків важкого поранення під містом Кюстрин. Батько надалі працював головою правління промислової артілі — членом президії Одеського обласного управління місцевої промисловості, директором фабрики «Трудпобут», комбінату. Був депутатом Іллічівської районної та Одеської міської ради. Помер 1972 року. Мати, домогосподарка, померла 1971 року. Поховані в Одесі.

### Освіта
Закінчив вісім класів Одеської середньої школи № 118, Одеську державну художню школу при училищі ім. Грекова. 1961 року, у п'ятнадцять років, пішов на фабрику — учнем, потім майстром. Здобув повну загальну середню освіту у школі робітничої молоді № 5 1965 року. Закінчив заочно філологічний факультет Одеського Національного університету ім. Мечнікова, одночасно самостійно пройшов повний курс історичного факультету. Спеціалізувався на вивченні філології (літературознавства), філософії, журналістики, критики, мистецтвознавства, історії, соціальної психології, політології, економіки. За дипломом — філолог-літературознавець.

### Початок кар'єри
З 1963 року позаштатний художник і кореспондент обласної молодіжної газети «Комсомольська іскра» під керуванням головного редактора, славетного Ерванда Григорьянца (в той час — орган ЦК ЛКСМУ Чорноморського економічного району. Найстаріша в СРСР молодіжна газета, виходила з 1922 року, на відміну від «Комсомольської правди», що виходила з 1925 року).
1964 року отримав редакційне посвідчення та працював у складі Одеського студбудзагону на студентській десятій ювілейній цілині в Казахстані (Кустанайська область, Камишинський р-н, сел. Кунд-узди, тобто «Срібна вуздечка»). У зв'язку з цим був запрошений на телестудію Одеського державного обласного телерадіокомітету одним із героїв передачі про одеський цілинний загін. З того часу пов'язаний з телебаченням.

### Професійна діяльність
Улітку 1965 року бюро Одеського міського комітету комсомолу був призначений комісаром «Служби сонця» — прес-центру комсомольського табору «Зоряна Республіка» в Новій Дофіновці. Був призначений комісаром прес-центру відділу учнівської молоді міському ЛКСМУ. Редагував газету «Служба сонця», яка виходила в 100 повних одеських школах.
З 1964 до 1976 року був відповідальним секретарем міської літературної студії у Палаці студентів (яку очолював  відомий поет і журналіст Михайлик Юрій Миколайович).
З жовтня 1965 до листопада 1968 року служив в армії (ракетні війська стратегічного призначення; курсант, командир відділення, заступник командира взводу, начальник клубу дивізіону, гвардії сержант).
Після звільнення в запас працював художником у виробничому комбінаті «Укрторгреклама» і секретарем його комсомольської організації.
Друкувався в місцевих і республіканських ЗМІ, у всесоюзному журналі «Юність», республіканському — «Ранок», співпрацював з телебаченням.
З 1971-го до 1977-й року — художник і керівник клубу Майстрів на стадіоні обласної ради ФСТ «Динамо».
Був запрошений до штату редакції газети «Комсомольська іскра» — фейлетоністом, керівником відділу сатири і гумору «Козлотур».
З 1977 року Каневський — один із засновників обласного прес-клубу, голова його молодіжної секції та секції карикатуристів.
З травня 1980 року — Член Національної Спілки журналістів України (тоді — Спілка журналістів СРСР). Член секції критики спілки з 1981-го року. У молодіжній газеті керував Школою Молодого Журналіста, що об'єднувала молодих позаштатних авторів.
Потім обіймав посаду керівника творчої групи редакції «Публіцист» філії НТКУ "Одеська регіональна дирекція".
Часто виступає на поетичних і пісенних заходах, є членом і головою журі поетичних і пісенних конкурсів і до сьогодні. Кіма Каневського часто запрошували ведучим головних майданчиків одеських «Гуморин» і Днів народження міста.
Продовжує викладацьку діяльність у Науково-творчій студії Одеського регіонального відділення УАН.
Має посаду головного редактора в Літературно-наукового вісника Грушевського.
Бере участь у наукових заходах та прес-конференціях.
Постійний учасник, організатор і член журі фестивалю авторської пісні Одеський міжнародний фестиваль «Вільна Гавань», який щорічно проходить в Одесі.

## Робота на ДержТБ
Переведений з редакції «Комсомольської іскри» в штат Одеського державного обласного телерадіокомітету (пізніше перейменована в Одеська державна облтелерадіокомпанія) навесні 1986 року.
Був членом колегії та художньої ради ТВ ООДТРК; редактором, старшим редактором;
очолював головну редакцію молодіжних програм, циклу «Культура»;
вів інформаційно-аналітичну програму «Чорномор'я».
Був головним редактором телемовлення ООДТРК, пізніше головним редактором 38-го каналу держТБ.
Кім Каневський — автор-ведучий і керівник програм «СТОП» — «Сатирична телевізійна Одеська програма», «У неділю вранці» (на УТ), одеських випусків циклу «Молодіжна студія „ГАРТ“(на УТ), „Одеса-Центр“, „Одеса-центр: всі канали“, „Канал-02“, „Закон є закон“, „Кава з вершками суспільства…“, „Наш куточок…“.
Створив художньо-публіцистичний телесеріал „Справа“ була в Одесі…» — про історію одеської поліції, міліції, адвокатури, прокуратури, інших правоохоронних сфер різних років. Знято 29 серій.
За дорученням колегії ООДТРК Каневський заснував на державному ТБ навчально-творче об'єднання «Мала Студія».
Був запрошений на посаду старшого викладача — керівника курсу кафедри мистецтвознавства Одеського національного університету як доцент. Потім продовжував педагогічну роботу доцентом у Міжнародному Гуманітарному університеті (Одеса).
Створив клуб авторської пісні «Епіграф» в Одеському Об'єднанні Молодіжних Клубів.
Автор художньо-публіцистичного тележурналу «У ракурсі часу» (730 випусків), автор передачі «Феміда», співавтор циклу «Середа, 13.00».
Заснував напівмальований проєкт «ГОПАК» («Гумористичний Одеський Професійно-аматорський Клуб»), який об'єднав творчу та наукову еліту Одеси, титулованих артистів, художників та інших знаменитих одеситів. Як художник, брав активну участь в оформленні всіх своїх авторських програм.

## Громадська діяльність
1987 року Каневський був обраний головою асоціації «Право», що об'єднала провідних працівників Головного управління МВС, держбезпеки, суду, прокуратури, адвокатури, митниці, держкордонохорони і журналістів, які виступають з правових питань. Ініціатор і ведучий «Марафон совісті». Брав участь у створенні Ради вдів — для підтримки сімей, які втратили годувальників під час виконання ними обов'язків охорони права. Наказом міністра МВС України призначений членом колегії і кадрової комісії. На альтернативній основі з 2007 року обирався співголовою Громадської ради при ГУ МВС України в Одеській області. У січні 2012 року обраний головою цієї ж ради, яка об'єднувала представників 35 громадських організацій і рухів. У липні 2013 року запрошений членом експертно-консультативної ради ГУ МВС України в Одеській області. З 2013 року почесний член Одеської обласної Ради Миру.

## Авторські роботи
За п'єсою Каневського «І Молдаванка, і Пересип…» головний режисер Одеського театру юного глядача  М.Тараненко спільно з режисером А.Булигою 1978 року здійснив постановку «У вогні і тривозі».
Пісні на його вірші (музика композиторів О.Красотова, І.Голубова, Я.Фрейдліна, Т.Малюкової і його авторські мелодії) виконують у кіно і на естраді.
- Кім Каневський. І Молдованка, і Пересип. — Дніпро : Середняк Т.К, 2017. — ISBN 978-617-7599-09-7.
- «Відкрите зібрання творів»

«Вірші на пам'ять»:
- Четверта катування романсом — любовна лірика
- Етюди аквареллю — міська лірика
- Посвята наставнику — філософська лірика
- Ноктюрн — міська лірика
- Третя катування романсом — любовна лірика
- Кароліно-Бугаз — пейзажна лірика
- Міська лірика
- Пам'ять — цикли віршів — громадянська лірика
- Була війна — громадянська лірика
- Етюди в пленері — міська лірика
- Друга катування романсом — любовна лірика
- Стара фотографія — поеми — міська лірика — любовна лірика
- Московський диптих — міська лірика — любовна лірика
- Чотирнадцять сонетів грудня. Вінок — сонети, канцони, рондо — міська лірика
- Перша катування романсом — любовна лірика
- З глибини — міська лірика
- Початок поезії — пейзажна лірика
- Після всього — філософська лірика

## Державні нагороди
Указом Президента України № 500 від 24-го серпня 2012 року Кіму Борисовичу Каневському присвоєно почесне звання «Заслужений журналіст України».
У книзі Анни Бузіян і Наталії Карай «Йдемо на телек» описано внесок Каневського в розвиток одеського телебачення, відображено творче життя та спогади про здобуті результати на державному телебаченні.
Геннадій Труханов вручив муніципальну нагороду «Культурна столиця».
Рішенням Одеської міськради увійшов до почесного списку «Твої імена, Одесо» за авторство ідей, сценаріїв і керівництво творчою групою, яка створила художньо-публіцистичний телесеріал «Справа» була в Одесі…".
Нагороди міста Одеса, державної обласної адміністрації, Обласної та міської рад, Держтелерадіокомітету України, Кабінету Міністрів України, МВС, Ради Миру, відомчі нагороди.